# 金刃憲人
金刃 憲人（かねと のりひと、1984年4月10日 - ）は、兵庫県尼崎市出身の元プロ野球選手（投手）。

## 経歴

### プロ入り前
兵庫県尼崎市の出身。在日韓国人三世で、大学3年のときに日本へ帰化した。尼崎市立園和北小学校1年時に軟式野球の「園和北フレンズ」に入団し4年生でボーイズリーグ「兵庫尼崎」に移籍、6年時に全国優勝。尼崎市立園田中学校時代はボーイズリーグ「兵庫尼崎」に在籍。中学の1年先輩には後にプロでチームメイトとなる野間口貴彦がいた。
市立尼崎高校進学後は2年冬に甲子園未出場ながら高校全日本台湾遠征メンバーに選出され、MVPを受賞。3年夏の兵庫大会では準々決勝でグエン・トラン・フォク・アンを擁する東洋大姫路高校を完封するまで全て2失点以内に抑えたが、準決勝で坂口智隆を擁する神戸国際大附高校に9回裏2死から5点差を逆転されてのサヨナラ負けを喫してベスト4。1学年後輩には宮西尚生がいる。
高校卒業後は関西学生野球連盟所属の立命館大学へ進学し、1年秋の京都大学戦でリリーフとして1996年秋の田中総司以来となる1年生でのリーグ戦初登板。その後、関西大学戦で初先発し、最終節の同志社大学戦で1失点完投勝利を挙げた。2年時には春季リーグ戦で優勝して第53回全日本大学野球選手権大会に出場し、初戦で徳山大学に敗れたものの最速144km/hを記録。3年の秋季リーグ・京都大学戦でノーヒットノーランを達成した。4年時には春秋連続でリーグ最多奪三振を記録し、秋は最優秀投手とベストナインにも選ばれた。リーグ通算56試合に登板し、24勝15敗、防御率1.40、313奪三振。
2006年のNPB大学・社会人ドラフト会議で、読売ジャイアンツ（巨人）から希望入団枠で指名。1億円に出来高分の5000万円を加えた契約金と、年俸1500万円（金額は推定）という条件で入団した。背番号は28。

### 巨人時代

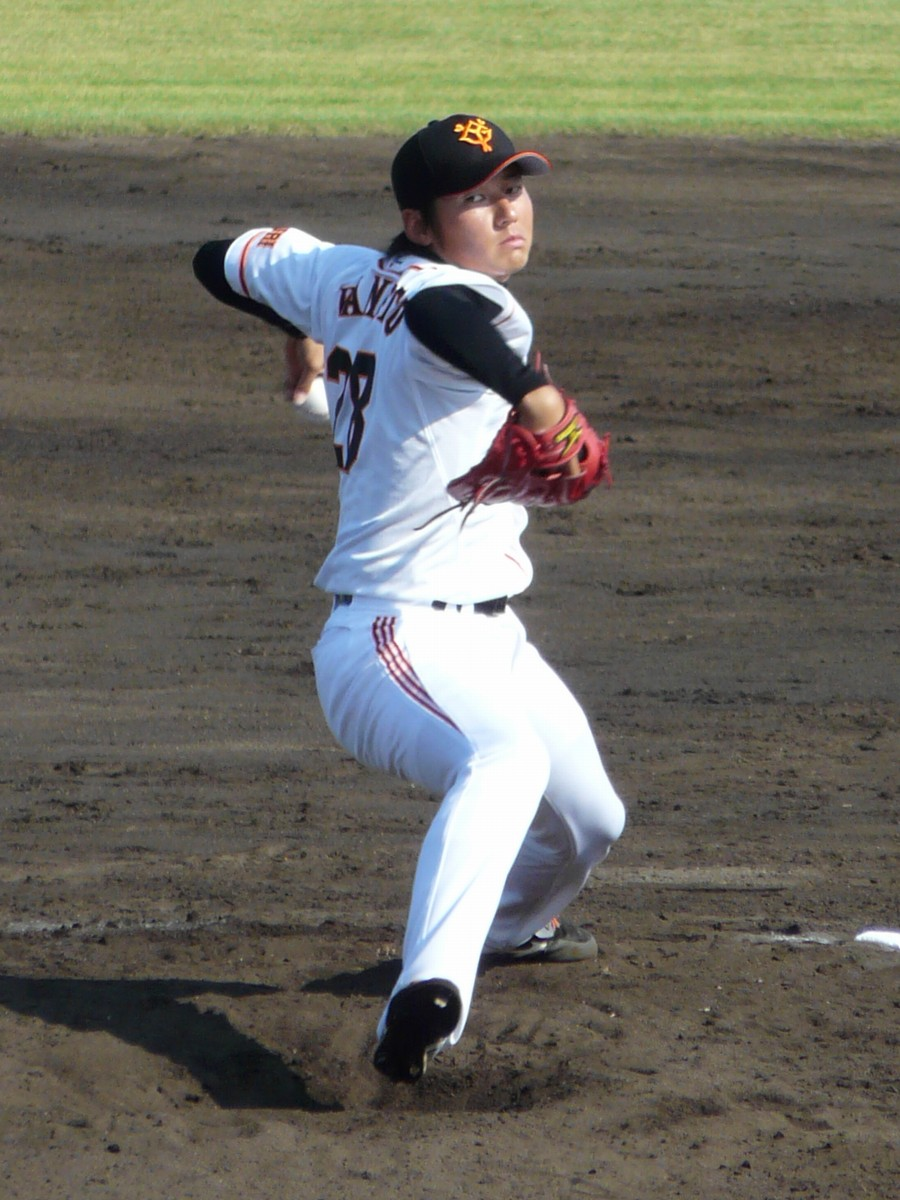
巨人時代（2009年）

2007年、紅白戦・オープン戦で結果を残し、上原浩治・ジェレミー・パウエルが不調で出遅れたこともあって、新人ながら開幕から先発ローテーションに入った。前半戦は落ちついた投球で、4月11日の対広島東洋カープ戦でプロ初勝利を挙げると、5月16日の対横浜ベイスターズ戦まで4連勝を飾るなど、前半戦で7勝を挙げる活躍を見せた。これによって、高橋尚成・内海哲也と共に「先発左腕投手三本柱」と呼ばれるなど、新人王の有力候補と言われたが、7月中旬以降から疲労が原因の故障も重なって未勝利に終わり、20被本塁打（リーグ4位）、6暴投（同8位）を記録して、新人王獲得はならなかった。(新人王は阪神タイガースの上園啓史が受賞)
2008年は8試合に登板したが、制球難から自滅する試合が目立ち、防御率も8点近くまで悪化、多くの四球を与えるなど精彩を欠いた。イースタン・リーグでは13試合に登板して8勝（2敗）・防御率1.66を記録し、最多勝（木谷寿巳・由規と同数）、最優秀防御率、最高勝率を獲得した。2009年もイースタン・リーグで19試合に登板、5勝4敗、防御率1.80の成績を挙げた。同年シーズン終盤に昇格すると、中継ぎで5試合を無失点と結果を出し、クライマックスシリーズや日本シリーズでも中継ぎで登板した。
2010年は、山口鉄也の先発転向を受けて左の中継ぎとして期待されたが、投球フォームの変更が裏目に出て、防御率5.03と精彩を欠いた。
2011年に3年ぶりに先発復帰し、初先発となった5月4日の阪神戦では初回にクレイグ・ブラゼルに一発を浴びるなど5回3失点で勝利投手とはならなかったものの、同月12日の対横浜戦で2007年以来4年ぶりとなる先発勝利を挙げた。
2012年には、イースタン・リーグ公式戦21試合の登板で、3勝2敗、防御率2.17を記録。しかし、一軍公式戦への登板機会はなかった。

### 楽天時代
2012年11月13日に、横川史学・井野卓との交換トレードにより、仲澤広基とともに東北楽天ゴールデンイーグルスへの移籍が発表された。背番号は26。

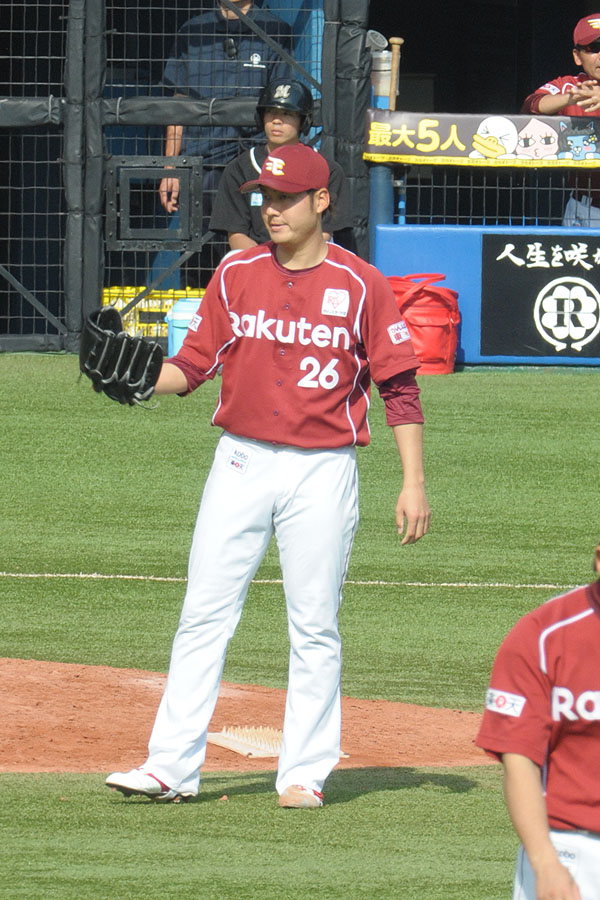
2013年5月12日、QVCマリンフィールドにて

2013年には、4月に移籍後初の一軍昇格を果たすと、一軍監督の星野仙一から投球フォームの改造を勧められた。これを機に従来のオーバースローからサイドスローへ転向すると、チームのリードを背負っての救援を中心に、一軍公式戦で39試合に登板。防御率も自己最高の1.85に達するなど、チームのパシフィック・リーグおよび日本シリーズ初優勝に貢献した。9月3日の対埼玉西武ライオンズ戦（クリネックススタジアム宮城）では、移籍後初勝利も記録。一軍公式戦では、前述した2011年の先発勝利以来、788日振りの白星であった。
2015年には、公式戦開幕直後の4月2日に一軍へ昇格すると、ワンポイント・リリーフとして公式戦に登板。しかし、被安打や四死球が投球イニングとほぼ同数に達するなど、投球内容が安定しなかった。5月30日に古巣・巨人との交流戦（クリネックススタジアム宮城）でブルペンでの投球練習中に背中を痛めたため、翌31日に出場選手登録を抹消。後に一軍へ復帰したが、1試合の登板にとどまった。
2016年には、公式戦開幕直後の4月1日に一軍へ昇格すると、一軍公式戦で自己最多の54試合に登板。防御率2.38を記録するなど、投球内容が安定していた。6月には、11日の対広島戦と25日の福岡ソフトバンクホークス戦（いずれもKoboスタジアム宮城）に救援で登板すると、いずれも1球投げただけで勝利投手になった。NPBの一軍公式戦で、同じシーズンに同じ投手が2度にわたって1球勝利を達成した事例は、この月の金刃が初めてである。
2017年には、春季キャンプ中に左脇腹を痛めた影響で、調整のペースが例年より遅れた。さらに、自身と同じサイドスロー左腕の高梨雄平が新人ながら開幕から一軍で台頭したこともあって、金刃の一軍合流はレギュラーシーズン中盤の7月8日にまでずれ込んだ。結局、一軍公式戦への登板は6試合で、防御率は16.20にまで悪化。10月28日に、球団から戦力外通告を受けた。12月2日付で、NPBから自由契約選手として公示。同月6日に、球団を通じて現役引退を発表した。

### 現役引退後
楽天球団にチームスタッフとして残留。当初は打撃投手を務める予定だったが、引退の遠因になった背中の痛みが再発したため、2018年の春季キャンプ中からチーム統括本部チーム戦略室のサポートグループに配属された。2020年シーズンからは、同グループのマネジャーを任されている。また楽天がサポートを行っているクラーク記念国際高等学校女子硬式野球部（仙台キャンパス）のコーチも務めた。
2022年末に楽天球団を退団し、翌2023年にアマチュア指導資格を回復。2023年現在は、日本テレビが運営する「ドリームコーチング」や、仙台を拠点とする野球塾「バッティングアスリート」などで指導を行っている。
2024年12月25日に自身のXにて東北学院大学硬式野球部のコーチに就任したことを発表した。

## 選手としての特徴・人物
巨人から楽天へ移籍後、星野の勧めでサイドスローへ転向。試合前練習の2時間前から室内練習場でネットピッチングに勤むなどの工夫を続けた結果、移籍1年目に中継ぎ投手として復活を果たした。ただし、フォーム改造の代償も大きく、移籍5年目に現役引退を決意するまで左脇腹や背中の痛みに悩まされた。
金刃自身は、引退に際して、「巨人1年目（2007年）の対広島戦で（翌2008年にロサンゼルス・ドジャースへ移籍した）黒田博樹と投げ合った末にプロ初勝利を挙げたことは自信になった。その巨人から楽天へ移籍したことは、自分にとって『（野球選手として）一度死んだ』ようなものだったので、『楽天から戦力外通告を受けたら現役を退こう』と決めていた。星野監督からサイドスローの転向を勧められた当初は『冗談』かと思ったが、あの勧めがあったおかげで、『一度死んだ身』でも（楽天で）5年（にわたって投げることが）できた」というコメントを残している。

## 詳細情報

### 年度別投手成績
| 年 度      | 球 団      | 登 板 | 先 発 | 完 投 | 完 封 | 無 四 球 | 勝 利 | 敗 戦 | セ 丨 ブ | ホ 丨 ル ド | 勝 率 | 打 者 | 投 球 回 | 被 安 打 | 被 本 塁 打 | 与 四 球 | 敬 遠 | 与 死 球 | 奪 三 振 | 暴 投 | ボ 丨 ク | 失 点 | 自 責 点 | 防 御 率 | W H I P |
| ---------- | ---------- | ----- | ----- | ----- | ----- | -------- | ----- | ----- | -------- | ----------- | ----- | ----- | -------- | -------- | ----------- | -------- | ----- | -------- | -------- | ----- | -------- | ----- | -------- | -------- | ------- |
| 2007       | 巨人       | 22    | 19    | 1     | 0     | 0        | 7     | 6     | 0        | 1           | .538  | 509   | 121.2    | 116      | 20          | 33       | 2     | 5        | 76       | 6     | 0        | 54    | 48       | 3.55     | 1.22    |
| 2008       | 巨人       | 8     | 5     | 0     | 0     | 0        | 0     | 2     | 0        | 0           | .000  | 117   | 23.2     | 35       | 2           | 12       | 0     | 0        | 18       | 1     | 0        | 21    | 21       | 7.99     | 1.99    |
| 2009       | 巨人       | 6     | 0     | 0     | 0     | 0        | 1     | 0     | 0        | 0           | 1.000 | 20    | 5.0      | 4        | 0           | 1        | 0     | 1        | 3        | 0     | 0        | 2     | 2        | 3.60     | 1.00    |
| 2010       | 巨人       | 21    | 0     | 0     | 0     | 0        | 1     | 0     | 0        | 4           | 1.000 | 91    | 19.2     | 22       | 4           | 8        | 0     | 1        | 18       | 2     | 0        | 15    | 11       | 5.03     | 1.53    |
| 2011       | 巨人       | 24    | 8     | 0     | 0     | 0        | 2     | 4     | 0        | 0           | .333  | 243   | 57.1     | 59       | 6           | 12       | 0     | 3        | 40       | 2     | 0        | 29    | 25       | 3.92     | 1.24    |
| 2013       | 楽天       | 39    | 0     | 0     | 0     | 0        | 1     | 0     | 0        | 9           | 1.000 | 129   | 34.0     | 30       | 1           | 6        | 1     | 0        | 25       | 2     | 0        | 8     | 7        | 1.85     | 1.06    |
| 2014       | 楽天       | 17    | 0     | 0     | 0     | 0        | 0     | 1     | 0        | 1           | .000  | 50    | 10.1     | 12       | 1           | 8        | 1     | 1        | 2        | 0     | 0        | 8     | 8        | 6.97     | 1.94    |
| 2015       | 楽天       | 19    | 0     | 0     | 0     | 0        | 2     | 2     | 0        | 6           | .500  | 51    | 10.0     | 11       | 0           | 9        | 2     | 3        | 5        | 0     | 0        | 5     | 5        | 4.50     | 2.00    |
| 2016       | 楽天       | 54    | 0     | 0     | 0     | 0        | 3     | 1     | 0        | 14          | .750  | 170   | 41.2     | 31       | 1           | 14       | 1     | 2        | 25       | 2     | 0        | 13    | 11       | 2.38     | 1.08    |
| 2017       | 楽天       | 6     | 0     | 0     | 0     | 0        | 0     | 1     | 0        | 1           | .000  | 20    | 3.1      | 5        | 1           | 3        | 0     | 2        | 3        | 0     | 0        | 6     | 6        | 16.20    | 2.40    |
| 通算：10年 | 通算：10年 | 216   | 32    | 1     | 0     | 0        | 17    | 17    | 0        | 36          | .500  | 1400  | 326.2    | 325      | 36          | 106      | 7     | 18       | 215      | 15    | 0        | 161   | 144      | 3.97     | 1.32    |

### 年度別守備成績
| 年 度 | 球 団 | 投手  | 投手  | 投手  | 投手  | 投手  | 投手     |
| 年 度 | 球 団 | 試 合 | 刺 殺 | 補 殺 | 失 策 | 併 殺 | 守 備 率 |
| ----- | ----- | ----- | ----- | ----- | ----- | ----- | -------- |
| 2007  | 巨人  | 22    | 6     | 30    | 3     | 0     | .923     |
| 2008  | 巨人  | 8     | 1     | 7     | 0     | 1     | 1.000    |
| 2009  | 巨人  | 6     | 0     | 1     | 0     | 0     | 1.000    |
| 2010  | 巨人  | 21    | 0     | 5     | 0     | 0     | 1.000    |
| 2011  | 巨人  | 24    | 1     | 18    | 0     | 3     | 1.000    |
| 2013  | 楽天  | 39    | 1     | 7     | 0     | 1     | 1.000    |
| 2014  | 楽天  | 17    | 2     | 3     | 0     | 0     | 1.000    |
| 2015  | 楽天  | 19    | 1     | 6     | 0     | 0     | 1.000    |
| 2016  | 楽天  | 54    | 2     | 13    | 0     | 1     | 1.000    |
| 2017  | 楽天  | 6     | 0     | 0     | 0     | 0     | ----     |
| 通算  | 通算  | 216   | 14    | 90    | 3     | 6     | .972     |

### 記録
投手記録
- 初登板・初先発：2007年4月4日、対中日ドラゴンズ2回戦（東京ドーム）、5回1/3を2失点
- 初奪三振：同上、2回表に森野将彦から見逃し三振
- 初勝利・初先発勝利：2007年4月11日、対広島東洋カープ2回戦（広島市民球場）、6回1失点
- 初完投勝利：2007年5月30日、対福岡ソフトバンクホークス1回戦（東京ドーム）、9回2失点
- 初ホールド：2007年6月20日、対千葉ロッテマリーンズ4回戦（東京ドーム）、5回表に3番手で救援登板、2回無失点

打撃記録
- 初安打：2007年4月4日、対中日ドラゴンズ2回戦（東京ドーム）、5回裏に長峰昌司から左前安打
- 初打点：2007年7月4日、対東京ヤクルトスワローズ10回戦（明治神宮野球場）、4回表にセス・グライシンガーから投前スクイズ

その他の記録
- 1球勝利投手：
  - 2016年6月11日、対広島東洋カープ2回戦（楽天Koboスタジアム宮城）、8回表に小窪哲也を中飛　※史上38人目
  - 2016年6月25日、対福岡ソフトバンクホークス10回戦（楽天Koboスタジアム宮城）、7回表に城所龍磨を二直　※通算2度目、シーズン2度目は日本プロ野球初

### 背番号
- 28 （2007年 - 2012年）
- 26 （2013年 - 2017年）
- 100（2018年）

### 登場曲
- 「Back Love」Mr.Low-D
- 「バンバンッ!!」ジャニーズWEST（2016年 ‐ 2017年）

### 代表歴
- U-26 NPB選抜 対 大学日本代表